# Silberbart
Silberbart war eine Krautrock-Band zu Beginn der 1970er Jahre.

## Geschichte
Die Band wurde Ende 1969 in Varel von Hajo Teschner gegründet. Teschner war zuvor in der Band Tonics aktiv, die ihm jedoch zu kommerziell erschien. Zwei der Tonics-Mitglieder (Bassist Benny Bendorff und Percussionist Herbert Bornholdt) hatten sich der James-Last-Band angeschlossen, während der Sänger Manfred Oberdörffer als Tony erfolgreich ins Schlagergeschäft einstieg.
Noch mit Gerd Bäker am Schlagzeug coverte Silberbart anfangs Titel von Deep Purple, Grand Funk Railroad, Led Zeppelin, Jimi Hendrix und Cream. Als der ehemalige Jazzschlagzeuger Peter Behrens zu Silberbart kam, konnte Bandleader Teschner erstmals seine eigenen musikalischen Vorstellungen mit Silberbart umsetzen. Bei den Proben wetteiferte Behrens mit seinen Bandkollegen um die Lautstärke der Band, was Silberbart zeitweise den Ruf einbrachte, die lauteste Band der Welt zu sein.
Silberbart erspielte sich in Norddeutschland auch ohne einen Manager schnell ein treues Publikum. Einmal in der Woche spielte die Band in Dangast im Alten Kurhaus, wohin die Fans auch längere Anfahrten in Kauf nahmen. Daneben veranstaltete die Band regelmäßige Auftritte im Allee-Hotel in Varel, zu denen sie bekannte Bands als Hauptact einluden. So spielte Silberbart als Vorband für Eloy, Frumpy und auch Kraftwerk.
In Hamburg-Blankenese nahm Silberbart im April und Mai 1971 ihre einzige LP 4 times sound razing auf. Die nur vier Lieder des Albums wurden live im Studio eingespielt und waren eigentlich nur als Demo-Aufnahmen gedacht. Dennoch übernahm die Hamburger Plattenfirma Philips die Aufnahmen unverändert und veröffentlichte sie auf Schallplatte. Das Album war kein kommerzieller Erfolg, avancierte jedoch in den folgenden Jahrzehnten zu einem begehrten Sammlerstück. Das Album wurde vielfach auf Bootlegs veröffentlicht. Erst 2012 erschien das Album, ergänzt um ausführliche Linernotes und Bildmaterial, auf dem Label Long Hair Music in einer klangtechnisch überarbeiteten Fassung auf Vinyl und CD.
Trotz der Veröffentlichung gelang es Silberbart nicht, über die Grenzen von Norddeutschland hinaus bekannt zu werden. Die Band der drei arbeitslosen Musiker wurde daher Ende 1971 aufgelöst.
Bassist Werner Klug spielt nach wie vor Bass in einigen Bluesbands. Peter Behrens spielte mit der Band Trio 1982 mit dem Lied Da da da einen Welthit ein, während Teschner Gitarrenlehrer wurde und mit Fridolin ein anerkanntes Gitarrenlehrwerk verfasste.

## Stil
Der Stil von Silberbart wurde in einem Promotext der Plattenfirma als progressiv bezeichnet. Es werden variable Metren, ungewöhnliche Klangfarben und technische Manipulationen hervorgehoben. Wichtiger Bestandteil der Musik von Silberbart sei die Atonalität: 

„Die Atonalität, die auf die Beziehung zu einem Grundton verzichtet und sowohl in der Akkordbildung als auch in der Melodieführung alle harmonischen Bindungen hinter sich läßt, gibt den Musikern viel Freiheit. Wichtig: Silberbart macht keine Atonale Musik, sondern verarbeitet atonale Möglichkeiten. Das wird zum Beispiel deutlich, wenn man beim Anhören der Silberbart-Musik auf Stellen stößt, die oft nur rhythmisch gleich sind, im übrigen aber zwei eigenständige Linien aufweisen (etwa von Gitarre und Baß), die eben nur durch den Rhythmus gebunden sind.“

## Diskografie
- 1971: 4 times sound razing (LP, Philips 6305 095)[2]